# André Gomes
André Filipe Tavares Gomes (Grijó, Porto, Portugalia, 30 iulie, din 1993), este un fotbalist portughez care evoluează pe post de mijlocaș și de la 1 iulie 2024 se află liber de contract.

## Participări la campionate europene
| Cupa      | Sediul | Rezultatul |
| --------- | ------ | ---------- |
| Euro 2016 | Franța | Campion    |

## Statistici carieră
| Club          | Sezon         | Campionat     | Campionat | Campionat | Cupă    | Cupă   | Cupa ligii | Cupa ligii | Europa  | Europa | Altele  | Altele | Total   | Total  |
| Club          | Sezon         | Divizie       | Meciuri   | Goluri    | Meciuri | Goluri | Meciuri    | Goluri     | Meciuri | Goluri | Meciuri | Goluri | Meciuri | Goluri |
| ------------- | ------------- | ------------- | --------- | --------- | ------- | ------ | ---------- | ---------- | ------- | ------ | ------- | ------ | ------- | ------ |
| Benfica B     | 2012–13       | Segunda Liga  | 9         | 3         | —       | —      | —          | —          | —       | —      | —       | —      | 9       | 3      |
| Benfica B     | 2013–14       | Segunda Liga  | 8         | 5         | —       | —      | —          | —          | —       | —      | —       | —      | 8       | 5      |
| Benfica B     | Total         | Total         | 17        | 8         | 0       | 0      | 0          | 0          | 0       | 0      | 0       | 0      | 17      | 8      |
| Benfica       | 2012–13       | Primeira Liga | 7         | 1         | 3       | 0      | 2          | 0          | 5       | 0      | —       | —      | 17      | 1      |
| Benfica       | 2013–14       | Primeira Liga | 7         | 1         | 4       | 1      | 3          | 0          | 9       | 0      | —       | —      | 23      | 2      |
| Benfica       | Total         | Total         | 14        | 2         | 7       | 1      | 5          | 0          | 14      | 0      | 0       | 0      | 40      | 3      |
| Valencia      | 2014–15       | La Liga       | 33        | 4         | 4       | 0      | —          | —          | —       | —      | —       | —      | 37      | 4      |
| Valencia      | 2015–16       | La Liga       | 30        | 3         | 4       | 0      | —          | —          | 7       | 2      | —       | —      | 41      | 5      |
| Valencia      | Total         | Total         | 63        | 7         | 8       | 0      | 0          | 0          | 7       | 2      | 0       | 0      | 78      | 9      |
| Barcelona     | 2016–17       | La Liga       | 30        | 3         | 8       | 0      | 0          | 0          | 8       | 0      | 1       | 0      | 47      | 3      |
| Barcelona     | 2017–18       | La Liga       | 5         | 0         | 0       | 0      | 0          | 0          | 1       | 0      | 1       | 0      | 7       | 0      |
| Barcelona     | Total         | Total         | 35        | 3         | 8       | 0      | 0          | 0          | 9       | 0      | 2       | 0      | 54      | 3      |
| Total carieră | Total carieră | Total carieră | 129       | 20        | 23      | 1      | 5          | 0          | 30      | 2      | 2       | 0      | 189     | 23     |

## Palmares

### Trofee Naționale
| Titlu                       | Club            | Țară       | An      |
| --------------------------- | --------------- | ---------- | ------- |
| Primeira Liga               | Benfica         | Portugalia | 2013/14 |
| Copa de Portugal            | Benfica         | Portugalia | 2013/14 |
| Copa de la Liga de Portugal | Benfica         | Portugalia | 2013/14 |
| Supercopa de España         | F. C. Barcelona | Spania     | 2016    |

### Trofee Internaționale
Echipe naționale
| Titlu | Selecție   | Sediul | An   |
| ----- | ---------- | ------ | ---- |
| Euro  | Portugalia | Franța | 2016 |